# Karl Dölitzsch

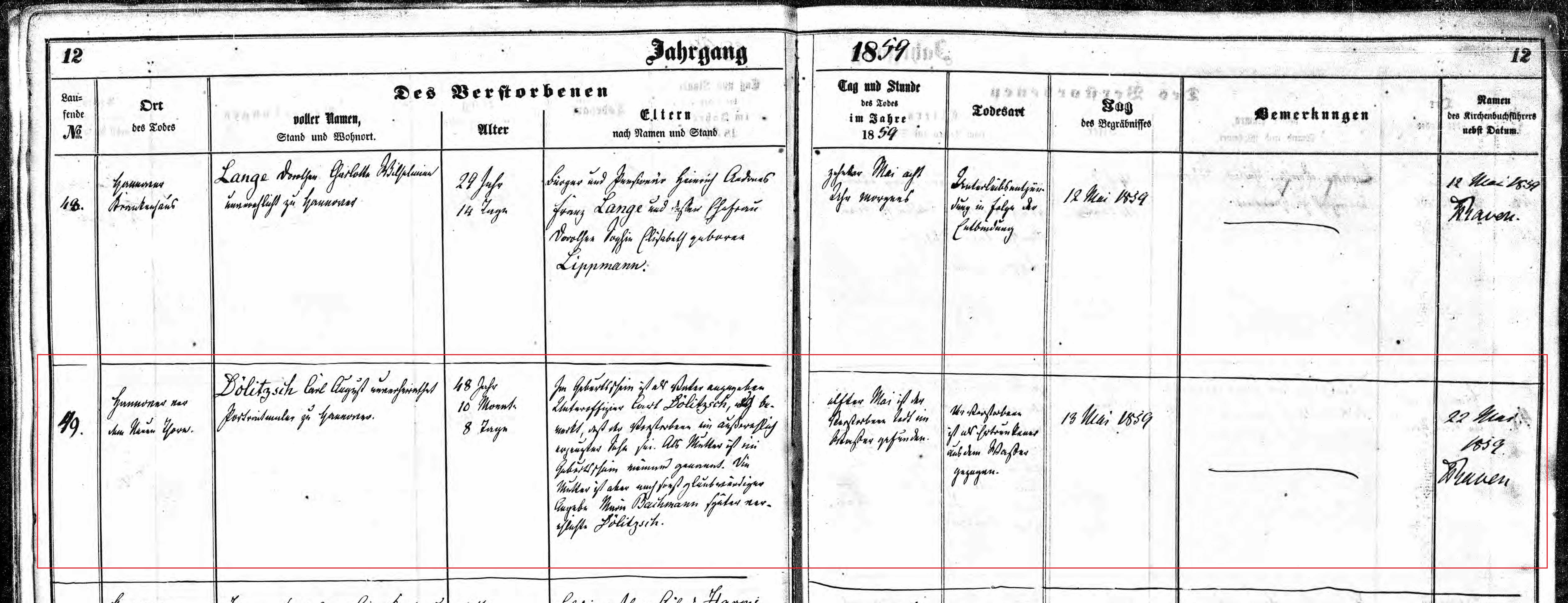
Sterbeeintrag von Carl August Dölitzsch

Karl August Dölitzsch (auch: Carl August Dölitzsch, Karl Dölitzsch, Carl Dölitsch, und Karl Dölitsch sowie Doelitsch; * 1810; † 11. Mai 1859 in Hannover) war ein deutscher Zeichenlehrer sowie Porträt- und Historienmaler.

## Leben und Werk
Nach dem Sterberegister der Neustädter Hof- und Stadtkirche St. Johannis in Hannover wurde Karl Dölitzsch als außerehelicher Sohn des Unteroffiziers Carl Dölitzsch und seiner späteren Ehefrau Marie Bachmann geboren.
Karl Dölitzsch studierte in der ersten Hälfte des 19. Jahrhunderts als einer der ersten Schüler an der Höheren Gewerbeschule von Hannover. In der Residenzstadt des Königreichs Hannover ist laut den Adressbüchern der Königlichen Haupt- und Residenzstadt Hannover erstmals für das Jahr 1846 ein Dölitzsch verzeichnet, als sich Karl Dölitzsch als „Portraitmaler“ zunächst im Haus Osterstraße 41 niederließ. Ab 1848 war er als Maler in der Ernst-August-Straße 12 geführt, auf der sogenannten Leineinsel Klein-Venedig, und dort ab 1849 als Porträtmaler und Zeichenlehrer.
Im Jahr 1850 schuf Dölitzsch zwei Ölgemälde mit den Porträts des Königlich Hannoverschen Hof-Rüstmeisters Carl Daniel Tanner und dessen Ehefrau Wilhelmine Tanner, geborene Reinhausen.
1853 waren Arbeiten von „C. Dölitsch“ auf einer Gemeinschaftsausstellung des Kunstvereins Hannover vertreten. Das von Friedrich Eggers in Leipzig herausgegebene Deutsche Kunstblatt bezeichnete dessen dort gezeigten Werke als „im Ganzen gute, wiewohl etwas hausbackene Porträts.“
Zur Eröffnung des Kunstmuseums Hannover im Jahr 1856 hatten verschiedene Künstler für die Innenausstattung des Hauses 22 loorbeerumkränzte Medaillons geschaffen, die zwischen den holzgeschnitzten Konsolen des Gebälkes angebracht worden waren. Die grau in grau gemalten Köpfe zeigten „die Köpfe deutscher Kunstheroen“ und waren Schöpfungen der Maler Carl Oesterley senior, Edmund Koken, Georg Laves, Karl Bostelmann, Adolf Nieß, „Oeltzen, Doelitsch u.a.“.
1859 zählte der Maler zu den ordentlichen Mitgliedern des Historischen Vereins für Niedersachsen. Im Folgejahr 1860 war der Name Dölitzsch nicht mehr im Adressbuch Hannovers verzeichnet.
Nach dem Sterberegister der Neustädter Hof- und Stadtkirche St. Johannis wurde Karl Dölitzsch am 11. Mai 1859 tot im Wasser gefunden. Sein Alter wird mit "48 Jahr, 10 Monate, 8 Tage" angegeben.

## Bekannte Werke (Auswahl)
- 1850: Zwei Ölgemälde mit den Porträts des Ehepaars Carl Daniel Tanner und der Wilhelmine Tanner, geborene Reinhausen (1793–1876). Die vormals in Familienbesitz gehaltenen Werke verbrannten während des Zweiten Weltkriegs. Es haben sich jedoch Abbildungen erhalten.[9]
- 1859: Schlacht bei Minden[3]